# Мейбом, Генрих (историк)
Генрих Мейбом (нем. Heinrich Meibom; 4 декабря 1555, Альвердиссен, Барнтруп — 20 сентября 1625, Хельмштедт) — немецкий историк, поэт, педагог, профессор истории и поэзии в Хельмштедтском университете.

## Биография
Представитель старинного нижнесаксонского рода Мейбом. Образование получил в Гельмштедтском университете. В 1583 году был назначен профессором поэзии и истории в альма матер и занимал эту должность до самой смерти. 
Его академическая работа не ограничивалась историографией герцогства Брауншвейг-Люнебург, а все больше была связана с исторической обработкой средневековой Германии. Его исследования особенно ценил и поощрял император Рудольф II. Именно Рудольф II 9 июля 1590 года короновал его как поэта-лауреата и, согласно традиции, возвёл его в потомственное дворянство. Это дворянство было подтверждено и возобновлено его потомками в 1755 году как императорское дворянство.
Автор сочинения «Opuscula historica rerum germanicarum». Другие сочинения  "Parodiarum horatianarum libri III et sylvarum libri II" (1588), Irmensula Saxonica, Hoc est, Eius nominis Idoli, sive Numinis Tutelaris, apud antiquissimos Saxones paganosculi, Et a Karolo M. Augusto... и "Opuscula historica ad res germanicas spectantia" были опубликованы его внуком Генрихом Мейбомом в 1688 году как "Rerum germanicarum scriptores".
Снабдил приписываемое Евклиду «Гармоническое введение» обстоятельными примечаниями вместе с «Делением канона".